# Castell de Solius
El castell de Solius és un monument de Santa Cristina d'Aro (Baix Empordà) declarat bé cultural d'interès nacional.

## Arquitectura

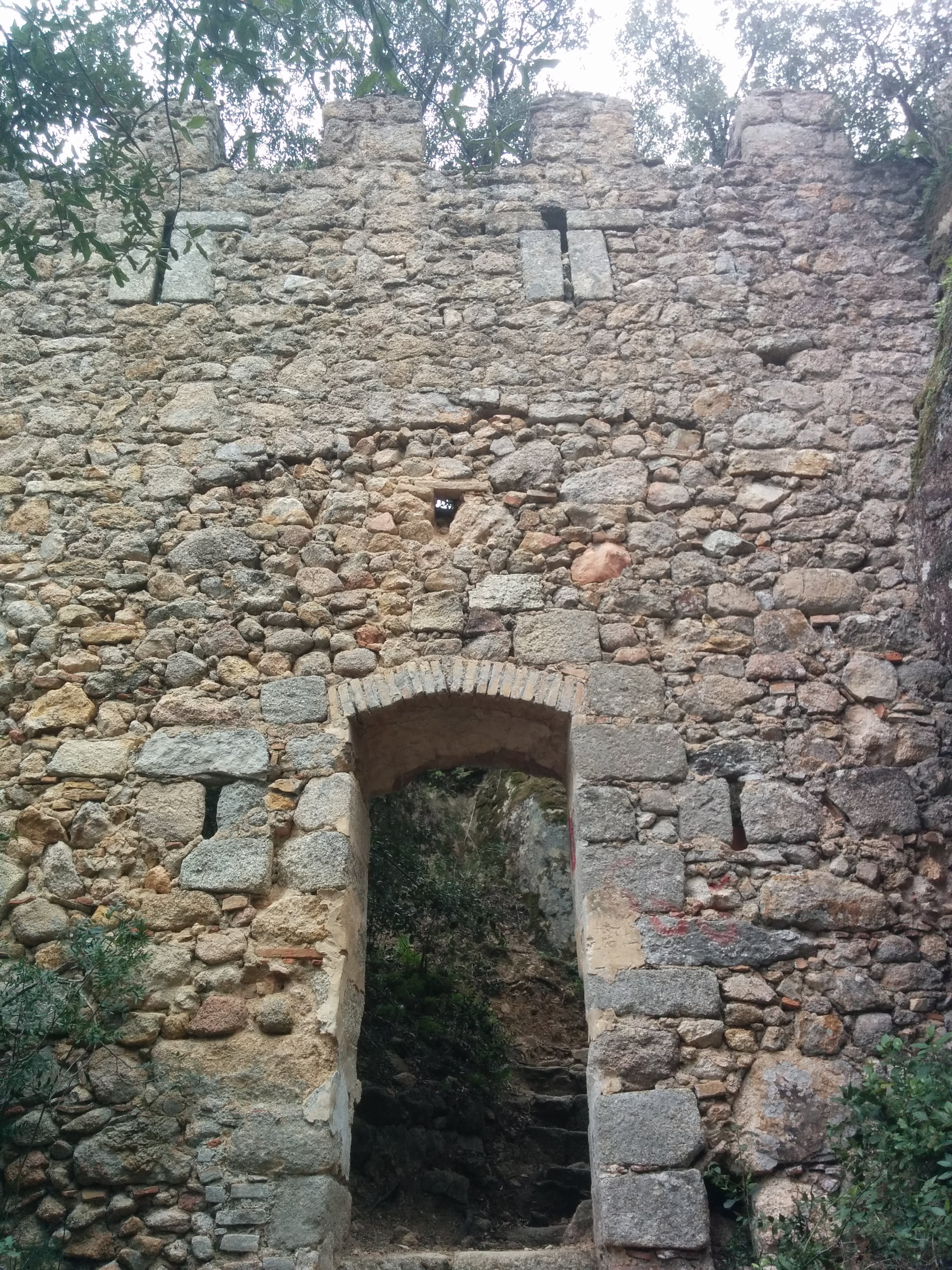
Porta d'accés al castell

En queden uns pocs vestigis en una penya escarpada, sobre la parròquia. D'època medieval tan sols en resten els rebaixos artificials fets a la roca. Una part es va reedificar amb motiu de les guerres del segle xix.
En una de les parets fortificades encara es conserva una porta d'arc rebaixat que dona accés a unes escales per pujar; moltes d'elles estan picades sobre la pedra. Al llarg dels murs que resten del castell hi han forats arrodonits que antigament servien per posar estructures de fusta per tancar l'accés al recinte.
A mitja muntanya es conserva una cisterna o recollidor d'aigua fet de pedra i mig tapat per la boscúria.

## Història

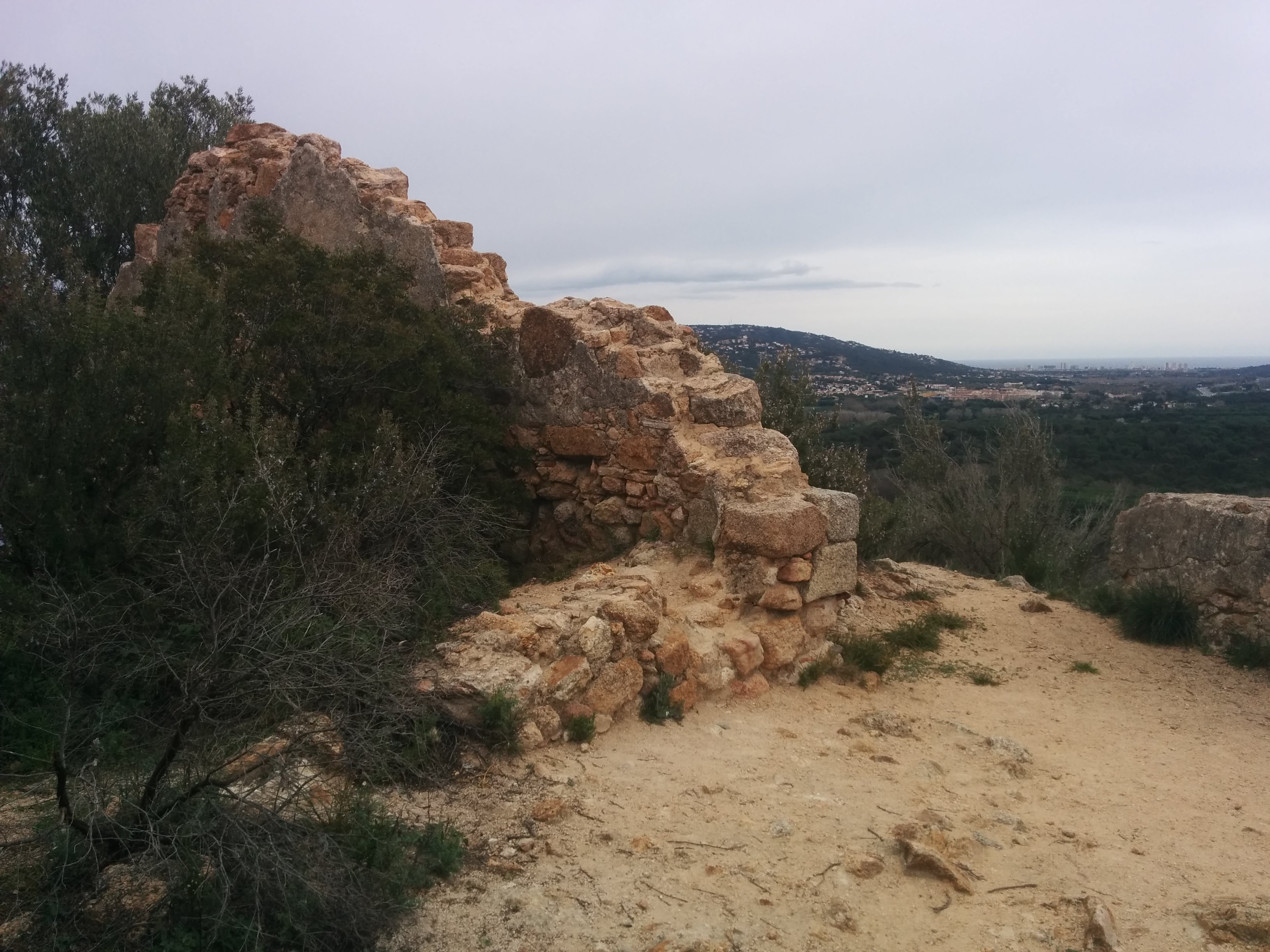
Vista del mar des de dalt el castell

El 1057 Ramon Berenguer I i Almodis esmenten que Ramon Seniofred d'Olius era propietari d'un alou a Solius, per posar fi a les disputes pels límits territorials, i Seniofred es comptomet a no tenir cap castell ni torre sense el permís dels comtes, el que mostra que en aquell moment no hi havia cap castell. El castell de la Roca s'esmenta per primera vegada el 1208.
El 1210 és possessió del bisbe de Girona Arnau de Creixell, que al seu testament del 1214 en parla com el "meum castrum integro de Ruppe". Per motius econòmics el seu successor el permutà amb le sagristà Guillem de Montgrí, el que molestà al monestir de Sant Feliu de Guíxols. Per això s'inicià un conflicte judicial que es va allargar fins al 1394, quan la sagristia aconseguí controlar tot el terme, de la riera Ridaura al mar, un control que mantindria fins al segle xix.
Durant la Guerra Civil Catalna, el 1462, el castell va imposar taxes als ramaders portaven bestiar per proveir la capital catalana, el que causà un conflicte el 1467. La conflictivitat seguí creixent principalment per la indignació dels pagesos remences. La fortalesa apareix documentada en un altre document del 1485, durant les guerres de remences, moment en què se n'apoderà Miquel Safont de Cassà de la Selva.
Era un habitacle normal i, en perill de guerra, era una fortalesa. Consta que alguns pagesos de Solius estaven obligats a la seva defensa, donat que pertanyia a la Seu de Girona: "a fer guardes en dit castell i personal per fer barreres i barbacanes". Van ser mesos de permanent conflicte i canvi de mans del castell, que entre d'altres, durant un temps van mantenir un escamot de cent pagesos liderats per Narcís Goxat de Llambilles. Al final va tornar als seus propietaris.
Amb el temps va perdre importància pel seu difícil manteniment. El propietari de Can Dalmau va fer-hi obres el 1830 -en època carlina- d'escassa solidesa, que són les que s'han conservat fins ara.